# Stop (álbum de Plain White T's)
Stop es un álbum de Plain White T's. En primer lugar fue publicado por So Happy Publishing en 2001, y reeditado por dos veces, la primera en 2002 por Fearless Records, y otra vez en 2007 con tres pistas adicionales.

## Lista de canciones
Todas las canciones escritas por Tom Higgenson, excepto donde se especifique otros autores.
1. "Stop" (Higgenson, Steve Mast) - 3:49
2. "Please Don't Do This" - 3:00
3. "What If" - 2:51
4. "Fireworks" (Higgenson, Mast) - 3:25
5. "Leavin'" - 3:45
6. "Shine" - 5:19
7. "Your Fault" (Higgenson, Mast) - 3:48
8. "Happy Someday" - 3:20
9. "A Lonely September" - 4:26
10. "Can't Turn Away" - 4:30
11. "Penny (Perfect for You)" - 3:19
12. "Radios in Heaven" - 5:23
13. "Cinderella Story" (re-release bonus track, originally released on Come on Over) - 3:36
14. "Bruises" (re-release bonus track) - 3:04
15. "Let's Pretend" (re-release bonus track) - 4:32

## Personal
- Tom Higgenson -
- Steve Mast -
- Ken Fletcher -
- Dave Tirio -